# Konstytucja Irlandii
Konstytucja Irlandii (irl.: Bunreacht na hÉireann) – jest podstawowym aktem prawnym państwa irlandzkiego, który wszedł w życie 29 grudnia 1937 roku, po referendum z 1 lipca. Jest to druga konstytucja państwa od czasu uzyskania niepodległości, zastępująca wcześniejszą z 1922.
Konstytucja jest oparta w dużym stopniu na wartościach demokracji liberalnej. Ustanawia ona niepodległe państwo opierające się na systemie demokracji oraz gwarantuje podstawowe prawa takie jak wybór prezydenta w wyborach powszechnych, dwuizbowy parlament (Oireachtas) w oparciu o model westminsterski, podział władzy i kontroli sądowej. Może być zmieniona wyłącznie w drodze referendum.

## Konstytucja z 1937 roku
Nowa konstytucja została zbudowana na fundamentach starej z 1922 roku, zawiera jednak ważne zmiany. Podstawową zmianą jest nadanie państwu nowej nazwy Éire (Ireland w języku angielskim) i opisanie państwa jako suwerennego i niepodległego. Konstytucja określa Éire jako państwo leżące na całej wyspie, lecz jej moc jest rozciągnięta tylko na południowe 26 hrabstw, było to efektem porozumienia wielkopiątkowego. Konstytucja zamienia również pozycję premiera w członka rządu z większymi możliwościami. Irlandia otrzymuje również stanowisko prezydenta, jako głowy państwa (w miejsce unii personalnej z Wielką Brytanią), która ma możliwość władać poprzez daleko idące uprawnienia uznaniowe (tym samym wprowadzono de facto republikański ustrój państwa, jednak nazwa Republika Irlandii oficjalnie pojawiła się dopiero w 1949 roku).
Konstytucja przyznała również specjalną pozycję Kościołowi katolickiemu i adoptowała wiele jego nauk religijnych i etycznych, co było powodem sprzeciwu ludności protestanckiej. Zabroniona została m.in. antykoncepcja i rozwody. 
Zgodnie z nową konstytucją język irlandzki stał się częścią edukacji szkolnej, zaś jego znajomość wymogiem zatrudnienia w służbie cywilnej.

### Język irlandzki
Konstytucja jest napisana w dwóch językach: irlandzkim i angielskim. Art. 8 konstytucji stanowi o języku irlandzkim jako pierwszym języku urzędowym państwa, zaś o angielskim jako drugim. Jednakże druga poprawka zbliża oba języki, ustanawiając je jednakowo ważnymi. Konstytucja wprowadza wiele irlandzkich zwrotów, które mogą być używane zamiennie również w języku angielskim: Taoiseach, Tánaiste, Oireachtas, Dáil Éireann czy Seanad Éireann.

## Charakterystyka narodu i państwa
Suwerenność państwa – Konstytucja zapewnia Irlandczykom “niezbywalne, nieodwołalne i suwerenne prawo” do samostanowienia (art. 1).  Państwo jest zdeklarowane do bycia „suwerennym, niezależnym, demokratycznym” (art. 5).
Naród jako suweren – Stwierdzono, iż wszystkie uprawnienia rządu  „pochodzą, z mocy Boga, od ludu” (art. 6.1). Jednakże, stwierdzono również, iż te uprawnienia „realizowane są wyłącznie przez/lub z upoważnienia organów Państwa” (art. 5).
Nazwa państwa – Konstytucja określa „nazwę Państwa jako Èire, w języku angielskim Ireland” (art. 4).  Zgodnie z Aktem Republiki Irlandii z 1948 roku termin „Republika  Irlandii” jest oficjalną nazwą Państwa; niemniej jednak, Oireachtas (dwuizbowy parlament Irlandii) pozostawił bez zmian formalną nazwę państwa „Ireland” tak, jak definiuje to Konstytucja.
Zjednoczona Irlandia -  Art. 2, zastępujący Porozumienie Wielkopiątkowe, zapewnia, iż „każda osoba urodzona na wyspie Irlandii” ma prawo „być częścią Narodu Irlandzkiego”; jednakże, art. 9.2 ogranicza to prawo: co najmniej jedno z rodziców musi być obywatelem Irlandii. Art. 3 oświadcza, iż „silna wola Narodu Irlandzkiego” może doprowadzić do zjednoczenia Irlandii, biorąc pod uwagę, że nastąpi to „wyłącznie środkami pokojowymi”, oraz za wyłączną zgodą obywateli Irlandii Północnej.
Flaga  - Konstytucja określa Flagę narodową jako „trójkolorową, składającą się z koloru zielonego, białego i pomarańczowego” (art. 7).
Stolica Państwa – Art. 15.1.3 stanowi, iż Parlament musi zazwyczaj spotykać się w samym Dublinie bądź w jego pobliżu („lub w innych miejscach, które od czasu do czasu mogą zostać ustalone”), określa również miejsce oficjalnej rezydencji Prezydenta, która musi znajdować się w Dublinie lub jego pobliżu.

## Poprawki do Konstytucji
Każda część konstytucji może być zmieniona w drodze referendum. Procedura zmiany jest określona w art. 46 i musi być najpierw przyjęta przez obie izby Oireachtas, po czym zostaje ogłoszone referendum. Ostatecznie zostaje podpisana przez prezydenta.
Do tej pory wprowadzono ponad trzydzieści poprawek. Dotyczyły m.in. takich spraw jak: wolność wyznania (1972), zakaz aborcji (1983) czy też dotyczące Unii Europejskiej (ratyfikacja traktatu nicejskiego w 2002, dwa głosowania w sprawie ratyfikacji traktatu lizbońskiego z 2008 i 2009 roku).